# Nabiha
Nabiha Bensouda, född 1 September 1980 i Köpenhamn, är en dansk sångerska med gambiskt, maliskt och marockanskt påbrå. 

## Karriär
Nabiha blev känd år 2009 för debutsingeln "Deep Sleep" som nådde fjärde plats på den danska singellistan. Hennes debutalbum Cracks släpptes den 29 januari 2010 och hennes andra album More Cracks släpptes den 19 september 2011. Den 10 februari 2012 låg hennes femte solosingel "Never Played the Bass" på fjärde plats på den danska singellistan samtidigt som en annan låt hon sjunger på, "Raise the Roof", låg på åttonde plats.

## Diskografi

### Album
- 2010 – Cracks
- 2011 – More Cracks

### Singlar
- 2010 – Deep Sleep
- 2010 – The Enemy
- 2011 – Trouble
- 2012 – Never Played the Bass
- 2012 – Raise the Roof (feat. Morten Hampenberg & Alexander Brown, Pitbull och Fatman Scoop)